# قانون اساسی مشروطه
قانون اساسی مشروطه در ۸ دی ۱۲۸۵ خورشیدی (۱۴ ذیقعده ۱۳۲۴ قمری) به امضای مظفرالدین‌شاه رسید و تا سال ۱۳۵۷ اجرا می‌شد، قانون اساسی جمهوری اسلامی ایران جایگزین شد. این قانون ۵۱ اصل داشت که بیشتر به طرز کار مجلس شورای ملی و مجلس سنا مربوط می‌شد، به همین دلیل در آغاز به «نظامنامه» نیز مشهور بود.
پس از پدیداری جنبش مشروطه ایران بود که در پی آن، قانون اساسی مشروطه (در ۱۹۰۶ م) بر ایران، حاکم شد. با همین جریان، جایگاه مشروطه استوار شد و اثر آن، ایران را فرا گرفت. این قانون اساسی، چارچوبی برای قانون‌گذاری سکولار، دستورالعمل تازهٔ قضایی و مطبوعات آزاد فراهم ساخت. با اینها، قدرت دربار و مراجع دینی ایران کاهش یافت و اختیارات بیشتری را به مجلس داد که موضعی محکم در برابر دست‌درازی‌های اروپایی به ایران گرفت.
چون این قانون بعد از موفقیت مشروطه‌خواهان درگرفتن فرمان مشروطه و با عجله تهیه شده بود و در آن ذکری از حقوق ملت و سایر ترتیبات مربوط به رابطه اختیارات حکومت و حقوق ملت نبود، «متمم قانون اساسی»تهیه شد و به تصویب مجلس رسید و محمدعلی‌شاه نیز آن را در ۱۴ مهر ۱۲۸۶ خورشیدی (۲۹ شعبان ۱۳۲۵ قمری) امضا کرد و به رسمیت رسید، پس از آن نیز در چند نوبت با تشکیل مجلس مؤسسان برخی از مواد این قانون تغییر کرد.

## تاریخچه
غلامحسین زرگری‌نژاد تاریخ‌نگار، پژوهشگر و استاد تاریخ دانشگاه تهران، بر این باور است که در دوران ناصرالدین شاه سه بار قانون اساسی نگاشته شده‌است. این قانون‌ها اگر چه عنوان «قانون اساسی» نداشته‌اند، درعمل به منزلهٔ قانون اساسی بوده‌اند. به گفتهٔ او نخستین قانون حکومت ایران را ملکم خان در سال‌های آغازین تمایلات ناصرالدین شاه به اصلاح‌طلبی نوشت و برای میرزا جعفر خان مشیرالدوله رئیس شورای دولت، فرستاد. این قانون بر اساس تقسیم وزارتخانه‌ها به ۸ وزارتخانه تنظیم و ارائه شده بود.
قانون اساسی دوم که با عنوان «لایحهٔ تشکیل دربار اعظم» در ۱۲ شعبان ۱۲۸۹ ه‍.ق (مهر ۱۲۵۱ ه‍.خ) توسط میرزا حسین خان مشیرالدوله به شاه تقدیم شده بود، در ۲۰ شعبان با صدور دست‌خط شاه رسمیت یافت تا به اجرا درآید.
سومین قانون اساسی یا قانون حکومت ایران ناشناخته‌تر از دو مورد پیشین است. متأسفانه از نام و نشان نویسنده یا تنظیم‌کنندگان این قانون‌نامه یا دستورالعمل اطلاعی در دست نداریم، اما ظن غالب آن است که این قانون در اواخر دورهٔ تمایلات ناصرالدین شاه به اصلاح دستگاه دولت و پایان عصر سپهسالار (میرزا حسین خان مشیرالدوله) و سال‌ها پس از تنظیم قانون اساسی دوم، تنظیم شده باشد، چرا که از انعکاس آن در روزنامه‌ها و منابع قاجاری خبری نیست. گفتنی است که تنظیم‌کنندگان این قانون برای آن نامی نیز نگذاشته‌اند. زرگری‌نژاد بر اساس محتوای آن، نام «قانون حکومت ایران» را بر آن نهاده‌است. این قانون پس از تبدیل ۱۲ وزارتخانه به ۱۵ وزارتخانه نگاشته شده‌است.
پس از درگذشت ناصرالدین شاه و در پی انقلاب مشروطه در ۱۲۸۵ ه‍.خ (۱۳۲۴ ه‍.ق)، قانون اساسی مشروطه به امضای مظفرالدین شاه قاجار رسید.

## کمیسیون تکمیل قانون اساسی
اعضای این کمیسیون جواد سعدالدوله، سید حسن تقی‌زاده، محمود مشاورالملک، محمدحسین امین‌الضرب، سید نصرالله تقوی و صادق مستشارالدوله بودند. در این کمیسیون که عمر آن ۲ ماه به طول انجامید متمم قانون اساسی بر مبنای قانون‌اساسی بلژیک و فرانسه تهیه شد.

## تطبیق مواد قانون اساسی با شرع
بحث تطبیق قانون اساسی با شرع از همان ابتدا مطرح شد و به خصوص در چند ماده از قانون این مسئله صورت جدی‌تری به خود گرفت و لذا یک جلسهٔ فوق‌العاده تشکیل شد که در آن عده‌ای از علما هم شرکت کردند. فضل‌الله نوری از علمای مدعو به این جلسه‌است.
در تاریخ هشتم دی ماه ۱۲۸۵ خورشیدی به امضای مظفرالدین شاه رسید. پس از مرگ مظفرالدین شاه پسرش محمدعلی شاه تاجگذاری کرد و علیه مجلس و مشروطه خواهان فعالیت‌هایش را آغاز کرد. محمدعلی شاه می‌خواست که مجلس، تنها قانونگذار باشد و نمود دیگری از مشروطه در جامعه نباشد، در صورتیکه مردم و مشروطه خواهان، خواهان مشروطه پارلمانی مانند اروپا بودند. مجلس به واژه مشروطه تأکید داشت، ولی محمدعلی شاه می‌گفت ما دولت اسلامی هستیم و سلطنت مشروعه باشد، ولی مشروطه خواهان می‌گفتند ما مشروطه پارلمانی سکولار هستیم مانند اروپا. کشاکش مشروطه خواهان و مشروعه طلبان اوج گرفت. تا این که با پافشاری فضل‌الله نوری و همدستانش اصل دوم که همان اصل نوری نامیده می‌شود به متمم قانون اساسی افزودند. نوری آنقدر در برانداختن مشروطه و اسلامی‌کردن قوانینی که مردم در انقلاب مشروطه بدست آورده بودند پا فشاری کرد تا این که پس از براندازی محمد علی شاه توسط مشروطه خواهان، سردار اسعد بختیاری فضل‌الله نوری را با آن که نماینده مجلس بود به دلیل اخلال در مصلحت کشور و به وجود آوردن بلوا و هرج ومرج به دار آویخت.
اصل دوم متمم قانون اساسی معروف به اصل طراز در دوره دوم مجلس شورای ملی اجرا شد. در این دوره آخوند خراسانی و ملا عبدالله مازندرانی ۲۰ نفر از مجتهدین به مجلس معرفی می‌شوند و در نهایت حاجی میرزا زین العابدین قمی، به اتفاق آراء و آقا سید ابوالحسن اصفهانی و حاجی میر سید علی حائری و آقا سید حسن مدرس قمشه ای و حاجی امام جمعه خوئی، به حکم قرعه، به عنوان مجتهدین ناظر بر مجلس انتخاب شدند.
در جریان بحران ۱۳۴۲ یکی از درخواست‌های خمینی و اطرافیانش این بود که اصل دوم متمم قانون اساسی اجرا شود.
اصل دوم متمم قانون اساسی می‌گوید :
 .... رسماً مقرر است در هر عصری از اعصار، هیاتی که کمتر از پنج نفر نباشد از مجتهدین و فقهای متدین که مطلع از مقتضیات زمان هم باشند به این طریق که علمای اعلام و حجج اسلام مرجع تقلید شیعه، اسامی بیست نفر از علما که دارای صفات مذکوره باشند معرفی به مجلس شورای ملی بنمایند، پنج نفر از آن‌ها را یا بیشتر به مقتضای عصر، اعضای مجلس شورای ملی بالاتفاق یا به حکم قرعه تعیین نموده به سمت عضویت بشناسند تا موادی که در مجلس عنوان می‌شود به دقت مذاکره و غور رسی نموده. هریک از آن مواد معنونه که مخالفت با قواعد مقدسه اسلام داشته باشد طرح یا رد نمایند که عنوان قانونیت پیدا نکند و رأی این هیئت علما در این باب مطاع و بتبع خواهد بود و این ماده تا زمان ظهور حضرت حجة عصر عجل الله فرجه تغییرپذیر نخواهد بود…